# Camila Martins
Camila Martins de Aguiar (Recife, 26 de setembro de 1990) é uma futebolista brasileira que atua como zagueira. Atualmente, defende o Colo-Colo.

## Carreira

### Clubes
Nascida em Recife, após passagem pelas categorias de base do Náutico, iniciou sua carreira profissional pelo rival Sport. 
Em seguida jogou pelo Vitória das Tabocas entre 2011 e 2012, e no São Francisco, clube da região metropolitana de Salvador nos anos de 2013 e 2014. 

#### Santos
Em 2015, acertou com as Sereias da Vila, ganhando títulos como o Brasileirão de 2017 e Paulistão de 2018, além do vice-campeonato da Libertadores de 2018. 

#### China e pandemia de COVID-19
Em 2019, ao receber proposta do Shanghai Shenhua da China, Camila rescindiu contrato com o Santos. Após passar o recesso de final de ano com a família no Brasil, Camila deveria embarcar em janeiro de 2020 para o país e então se apresentar ao seu clube. Porém, como a Pandemia de COVID-19 tinha se iniciado poucas semanas antes, o medo a fez desistir de embarcar após pesar sua bagagem no aeroporto. Em abril, ela embarcou e passou pelo processo de quarentena, porém, devido à paralisação do futebol causada pela pandemia de COVID-19 não pôde atuar regularmente nem pelo Shanghai Shenhua.

#### Retorno ao Santos
Em novembro de 2020, assinou seu retorno às Sereias da Vila para a temporada 2021.
Em 11 de agosto de 2022, a jogadora completou 100 partidas pelo clube da Vila Belmiro, no jogo contra a Ferroviária, na Fonte Luminosa, na estreia do Paulistão 2022. No final do ano, assinou por mais uma temporada com o Santos FC.
No início de 2024, estendeu seu vínculo até o fim do ano. Ao final do ano, se desligou do clube.

### Seleção Brasileira
Seu desempenho e destaque na campanha do vice-campeonato da Libertadores da América de 2018 lhe rendeu convocação para os treinos na Seleção Brasileira no mesmo ano.

## Títulos

### Santos
- Campeonato Brasileiro: 2017
- Campeonato Paulista: 2018
- Copa Paulista: 2024

### Campanhas de destaque

#### Santos
- Vice-campeã da Copa Libertadores: 2018